# フィリップ・ハーパー (ジャズ・トランペット奏者)
フィリップ・ハーパー（Philip Harper、1965年5月10日 - ）は、アメリカ合衆国メリーランド州ボルチモア出身のジャズ・トランペット奏者。
ハーパーは、アトランタで育ち、当地で音楽を学んだ。その後、ジャズ・メッセンジャーズや、ミンガス・ビッグ・バンドに加わった。ハーパーは、ヴァーヴ・レコードと契約し、4枚のアルバムをこのレーベルに残した。
1988年から1993年にかけての時期には、兄ウィナードとともに、ザ・ハーパー・ブラザーズ (The Harper Brothers) として活動した。

## ディスコグラフィ

### スタジオ・アルバム
- Soulful Sin (1993年、Muse)
- The Thirteenth Moon (1994年、Muse)

### ザ・ハーパー・ブラザーズ
- 『ザ・ハーパー・ブラザーズ』 - The Harper Brothers (1988年、Verve)
- 『ライヴ・アット・ザ・ヴィレッジ・ヴァンガード』 - Remembrance: Live at the Village Vanguard (1989年、Verve)
- 『アーティストリー』 - Artistry (1991年、Verve)
- 『ユー・キャン・ハイド・インサイド・ザ・ミュージック』 - You Can Hide Inside the Music (1992年、Verve)